# Suzanne Besson
Suzanne Besson (Yvonand, 14 februari 1885 - Villeneuve, 17 juli 1957) was een Zwitsers journaliste, antisuffragette en schrijfster.

## Biografie
Suzanne Besson was een dochter van Elie Besson, een landbouwer, en van Caroline Potterat. Ze was journaliste en organiseerde in 1919 in Lausanne een vergadering van vrouwen die gekant waren tegen de invoering van het vrouwenstemrecht in Zwitserland. Ze was voorzitster van Ligue vaudoise féministe antisuffragiste. In 1920 was ze op nationaal vlak een van de oprichtsters van de Ligue suisse des Femmes patriotes, die zich inzette tegen het vrouwenstemrecht.
Onder het pseudoniem Céréalis publiceerde ze verschillende korte literaire werken.